# 七龍珠 異戰2
《七龍珠 異戰2》（又译作）是一款由Dimps开发、由万代南梦宫娱乐发行的基于七龙珠系列的動作角色扮演格斗游戏，是2015年游戏《七龍珠 異戰》的续作 。它于2016年10月25日在PlayStation 4和Xbox One上发布，并于10月27日在Microsoft Windows上发布。该游戏于2017年9月7日在任天堂Switch的日本區上發行，后来于2017年9月22日在任天堂Switch的所有地區发行。该游戏于2019年12月17日在Google Stadia上发布。

## 外部鏈接
- 官方网站
- Official Bandai Namco website, includes manual for PS4 and Xbox One （页面存档备份，存于）